# Lennart Magnusson
Lennart Carl Oscar Magnusson (* 1. Januar 1924 in Stockholm; † 2. September 2011 in Sundsvall) war ein schwedischer Degenfechter.

## Erfolge
Lennart Magnusson nahm an den Olympischen Spielen 1952 in Helsinki teil, bei denen er nur in der Mannschaftskonkurrenz antrat. Er erreichte mit der schwedischen Equipe die Finalrunde, die auf dem zweiten Platz hinter Italien abgeschlossen wurde. Gemeinsam mit Per Carleson, Carl Forssell, Bengt Ljungquist, Berndt-Otto Rehbinder und Sven Fahlman erhielt Magnusson somit die Silbermedaille.